# William Morris Davis
Pour les articles homonymes, voir William Davis, William Morris (homonymie), Morris et Davis.
William Morris Davis, né le 12 février 1850 à Philadelphie en Pennsylvanie et mort le 5 février 1934 à Pasadena en Californie, est un géographe américain. Il est souvent considéré comme le « père de la géographie américaine » et  connu également comme le père de la géomorphologie,.

## Biographie
William Morris Davis est surtout célèbre pour sa théorie du cycle d'érosion (en). Il explique la création et l'évolution des formes de relief en trois stades successifs : stade de la jeunesse (relief soulevé), stade de la maturité (action de l'érosion), stade de la vieillesse. Selon cette théorie, l'orogenèse est ainsi suivie d'une longue phase de stabilité tectonique sans rajeunissement du relief, qu'on appelle pénéplaine.
En 1928, il publie ses travaux sur les récifs coralliens qui renforce la théorie de Charles Darwin sur ce sujet.
W. M. Davis obtient son master en 1870 à l'université Harvard. Il occupe de 1870 à 1873 un poste à l'observatoire météorologique de Córdoba (Argentine) et de 1876 à 1912, il enseigne à l'université Harvard et y termine sa carrière comme professeur émérite.

## Publications
- Geographic methods in geologic investigations, National Geographic Magazine, 1888, 1 : 11-26
- The Rivers and Valleys of Pennsylvania, National Geographic Magazine, 1889, 1 : 183-253
- Elementary meteorology, 1894
- « « The Seine, the Meuse and the Moselle », The National Geographic Magazine, 1896, Vol. VII, no 6 », sur Google books (consulté le 26 mai 2020)
- The geographical cycle, Geographical Journal, 1899, vol. 14 : 481-504
- The Lesser Antilles, William Morris Davis, New York : The American geographical society, 1926
- The Physical Geography of the Lands, Popular Science Monthly, 1900, 2 : 157-170
- Geographical Essays, Ed. Douglas Wilson Johnson, Dover Publications, 1909, 777 p.